# MTV Movie Award a legjobb csapatnak
Ez a szócikk az MTV Movie Award a legjobb csapatnak járó díj díjazottjainak listáját tartalmazza. Ebben a kategóriában 1992-től 2006-ig adtak át díjat. A kategória neve a 2000. évi díjátadóig MTV Movie Award a legjobb párosnak, 2001-től MTV Movie Award a legjobb csapatnak.

## 1992 - 2000. Legjobb filmes páros
| Év   | Színészek Film                                       | Jelöltek |
| ---- | ---------------------------------------------------- | --- |
| 1992 | Dana Carvey, Mike Myers Wayne világa                 | Damon Wayans, Bruce Willis - Az utolsó cserkész Anna Chlumsky, Macaulay Culkin - My Girl – Az első szerelem Kevin Costner, Morgan Freeman - Robin Hood, a tolvajok fejedelme Geena Davis, Susan Sarandon - Thelma és Louise |
| 1993 | Mel Gibson, Danny Glover Halálos fegyver 3.          | Michael Douglas, Sharon Stone - Elemi ösztön Kevin Costner, Whitney Houston - Több mint testőr Tom Cruise, Nicole Kidman - Túl az Óperencián Woody Harrelson, Wesley Snipes - Zsákolj, ha tudsz!                            |
| 1994 | Harrison Ford, Tommy Lee Jones A szökevény           | Johnny Depp, Mary Stuart Masterson - Benny és Joon Tom Hanks, Denzel Washington - Philadelphia – Az érinthetetlen Tom Hanks, Meg Ryan - A szerelem hullámhosszán Dana Carvey, Mike Myers - Wayne világa 2.                  |
| 1995 | Sandra Bullock, Keanu Reeves Féktelenül              | Jim Carrey, Jeff Daniels - Dumb és Dumber – Dilibogyók Tom Cruise, Brad Pitt - Interjú a vámpírral Juliette Lewis, Woody Harrelson - Született gyilkosok Samuel L. Jackson, John Travolta - Ponyvaregény                    |
| 1996 | Chris Farley, David Spade Tommy Boy                  | Will Smith, Martin Lawrence - Bad Boys – Mire jók a rosszfiúk? Ice Cube, Chris Tucker - Végre péntek Morgan Freeman, Brad Pitt - Hetedik Tim Allen, Tom Hanks - Toy Story – Játékháború                                     |
| 1997 | Nicolas Cage, Sean Connery A szikla                  | Beavis, Butt-head (Mike Judge) - Beavis és Butt-head lenyomja Amerikát Steve Buscemi, Peter Stormare - Fargo Leonardo DiCaprio, Claire Danes - Rómeó + Júlia Nathan Lane, Robin Williams - Madárfészek                      |
| 1998 | John Travolta, Nicolas Cage Ál/Arc                   | Matt Damon, Ben Affleck - Good Will Hunting Will Smith, Tommy Lee Jones - Men in Black – Sötét zsaruk Adam Sandler, Drew Barrymore - Nászok ásza Leonardo DiCaprio, Kate Winslet - Titanic                                  |
| 1999 | Jackie Chan, Chris Tucker Csúcsformában              | Ben Affleck, Liv Tyler - Armageddon Nicolas Cage, Meg Ryan - Angyalok városa Freddie Prinze Jr., Rachel Leigh Cook - A csaj nem jár egyedül Ben Stiller, Cameron Diaz - Keresd a nőt!                                       |
| 2000 | Mike Myers, Verne Troyer KicsiKÉM – Austin Powers 2. | Adam Sandler, Dylan és Cole Sprouse - Apafej Keanu Reeves, Laurence Fishburne - Mátrix Bruce Willis, Haley Joel Osment - Hatodik érzék Tim Allen, Tom Hanks - Toy Story – Játékháború 2.                                    |

## 2001 - 2006. Legjobb csapat
| Év   | Színészek Film                                                             | Jelöltek |
| ---- | -------------------------------------------------------------------------- | --- |
| 2001 | Drew Barrymore, Cameron Diaz, Lucy Liu Charlie Angyalai                    | Tom Hanks, Wilson - Számkivetett Robert De Niro, Ben Stiller - Apádra ütök George Clooney, Tim Blake Nelson, John Turturro - Ó, testvér, merre visz az utad? Halle Berry, Hugh Jackman, James Marsden, Anna Paquin - X-Men – A kívülállók |
| 2002 | Vin Diesel, Paul Walker Halálos iramban                                    | Casey Affleck, Scott Caan, Don Cheadle, George Clooney, Matt Damon, Elliott Gould, Eddie Jemison, Bernie Mac, Brad Pitt, Shaobo Qin, Carl Reiner - Ocean’s Eleven – Tripla vagy semmi Jackie Chan, Chris Tucker - Csúcsformában 2. Cameron Diaz, Eddie Murphy, Mike Myers - Shrek Ben Stiller, Owen Wilson - Zoolander, a trendkívüli           |
| 2003 | Sean Astin, Gollam, Elijah Wood A Gyűrűk Ura: A két torony                 | Kate Bosworth, Michelle Rodriguez, Sanoe Lake - Sorsdöntő nyár Johnny Knoxville, Bam Margera, Steve-O, Chris Pontius - Jackass: A vadbarmok támadása Will Ferrell, Vince Vaughn, Luke Wilson - Sulihuligánok Jackie Chan, Owen Wilson - Londoni csapás                                                                                          |
| 2004 | Adam Sandler, Drew Barrymore Az 50 első randi                              | Will Smith, Martin Lawrence - Bad Boys 2. – Már megint a rosszfiúk Johnny Depp, Orlando Bloom - A Karib-tenger kalózai: A Fekete Gyöngy átka Jack Black és a rock-osztály - Rocksuli Ben Stiller, Owen Wilson - Starsky és Hutch |
| 2005 | Lindsay Lohan, Rachel McAdams, Lacey Chabert, Amanda Seyfried Bajos csajok | Will Ferrell, Steve Carell, David Koechner, Paul Rudd - A híres Ron Burgundy legendája Vince Vaughn, Christine Taylor, Justin Long, Alan Tudyk, Stephen Root, Joel David Moore, Chris Williams - Kidobós: Sok flúg disznót győz John Cho, Kal Penn - Kalandférgek Craig T. Nelson, Holly Hunter, Spencer Fox, Sarah Vowel - A Hihetetlen család |
| 2006 | Vince Vaughn, Owen Wilson Ünneprontók ünnepe                               | Jessica Alba, Ioan Gruffudd, Chris Evans, Michael Chiklis - Fantasztikus Négyes Daniel Radcliffe, Emma Watson, Rupert Grint - Harry Potter és a Tűz Serlege Steve Carell, Romany Malco, Seth Rogen, Paul Rudd - 40 éves szűz Johnny Knoxville, Seann William Scott, Jessica Simpson - Hazárd megye lordjai                                      |

## 2012. Legjobb szereplők
| Év   | Színészek Film                                                                                 | Jelöltek |
| ---- | ---------------------------------------------------------------------------------------------- | --- |
| 2012 | Daniel Radcliffe, Rupert Grint, Emma Watson, és Tom Felton Harry Potter és a Halál ereklyéi 2. | Kristen Wiig, Maya Rudolph, Rose Byrne, Melissa McCarthy, Wendi McLendon-Covey, és Ellie Kemper - Koszorúslányok Jennifer Lawrence, Josh Hutcherson, Liam Hemsworth, Elizabeth Banks, Woody Harrelson, Lenny Kravitz és Alexander Ludwig - Az éhezők viadala Jonah Hill, Channing Tatum, Ice Cube, Dave Franco, Ellie Kemper, Brie Larson és Rob Riggle - 21 Jump Street – A kopasz osztag Emma Stone, Viola Davis, Bryce Dallas Howard, Octavia Spencer és Jessica Chastain - A segítség |

## 2013 - 2015. Legjobb páros filmvásznon
| Év   | Színészek Film                               | Jelöltek |
| ---- | -------------------------------------------- | --- |
| 2013 | Mark Wahlberg és Seth MacFarlane Ted         | Robert Downey Jr. és Mark Ruffalo - Bosszúállók Leonardo DiCaprio és Samuel L. Jackson - Django elszabadul Jennifer Lawrence, Bradley Cooper - Napos oldal                                                        |
| 2014 | Vin Diesel és Paul Walker Halálos iramban 6. | Amy Adams és Christian Bale - Amerikai botrány Matthew McConaughey és Jared Leto - Mielőtt meghaltam Ice Cube és Kevin Hart - Pofázunk és végünk Jonah Hill és Leonardo DiCaprio - A Wall Street farkasa          |
| 2015 | Zac Efron és Dave Franco Rossz szomszédság   | Bradley Cooper és Vin Diesel - A galaxis őrzői Channing Tatum és Jonah Hill - 22 Jump Street – A túlkoros osztag James Franco és Seth Rogen - Az interjú Shailene Woodley és Ansel Elgort - Csillagainkban a hiba |

## 2016. Legjobb teljes szereplőgarda
| Év   | Színészek Film    | Jelöltek |
| ---- | ----------------- | --- |
| 2016 | Tökéletes hang 2. | Bosszúállók: Ultron kora Halálos iramban 7. Az éhezők viadala: A kiválasztott – 1. rész Star Wars VII. rész – Az ébredő Erő Kész katasztrófa |

## 2017. Legjobb páros
| Év   | Színészek Film                            | Jelöltek |
| ---- | ----------------------------------------- | --- |
| 2017 | Hugh Jackman és Dafne Keen Logan – Farkas | Josh Gad és Luke Evans - A szépség és a szörnyeteg Brian Tyree Henry és LaKeith Stanfield - Atlanta Daniel Kaluuya és Lil Rel Howery - Tűnj el! Adam Levine és Blake Shelton - The Voice Martha Stewart és Snoop Dogg - Martha & Snoop's Potluck Dinner Party |

## 2018. Legjobb csapat filmvásznon
| Év   | Színészek Film | Jelöltek |
| ---- | --- | --- |
| 2018 | Finn Wolfhard, Sophia Lillis, Jaeden Martell, Jack Dylan Grazer, Wyatt Oleff, Jeremy Ray Taylor és Chosen Jacobs Az | Chadwick Boseman, Lupita Nyong’o, Danai Gurira és Letitia Wright - Fekete Párduc Dwayne Johnson, Kevin Hart, Jack Black, Karen Gillan és Nick Jonas - Jumanji – Vár a dzsungel Tye Sheridan, Olivia Cooke, Lena Waithe, Philip Zhao és Win Morisaki - Ready Player One Gaten Matarazzo, Finn Wolfhard, Caleb McLaughlin, Noah Schnapp és Sadie Sink - Stranger Things |

## 2022. Legjobb csapat
| Év   | Színészek Film                                        | Jelöltek |
| ---- | ----------------------------------------------------- | --- |
| 2022 | Tom Hiddleston, Sophia Di Martino és Owen Wilson Loki | Selena Gomez, Steve Martin és Martin Short - Gyilkos a házban Tom Holland, Andrew Garfield és Tobey Maguire - Pókember: Nincs hazaút Ryan Reynolds és Walker Scobell - Az Adam-projekt Sandra Bullock, Channing Tatum és Brad Pitt - Az elveszett város |

## 2023. Legjobb páros
| Év   | Színészek Film                              | Jelöltek |
| ---- | ------------------------------------------- | --- |
| 2023 | Pedro Pascal és Bella Ramsey The Last of Us | Camila Mendes és Maya Hawke - Bosszúra készen Jenna Ortega és Victor Dorobantu - Wednesday Simona Tabasco és Beatrice Grannò - A Fehér Lótusz Tom Cruise és Miles Teller - Top Gun: Maverick |

## Külső hivatkozások
- Az MTV Movie Awards hivatalos weboldala Archiválva 2012. május 22-i dátummal a Wayback Machine-ben